# ميروسلاف سوكوب
ميروسلاف سوكوب (بالتشيكية: Miroslav Soukup)‏ (ولد في 13 نوفمبر 1965) مدرب كرة قدم تشيكي ولاعب كرة قدم سابق. حاليا يتولى تدريب منتخب اليمن.

## المسيرة التدريبية
كان أحد أنجح المدربين لمنتخب جمهورية التشيك تحت 20 سنة بتحقيقه المركز الثاني في بطولة كأس العالم تحت 20 سنة لكرة القدم 2007 في كندا وكان أيضا مدربا لمنتخب جمهورية التشيك تحت 19 سنة الذي حقق المركز الثالث في بطولة بطولة أوروبا تحت 19 سنة لكرة القدم 2006 في بولندا. كما تولى تدريب منتخب مصر تحت 20 سنة.
أصبح مدرب فريق سلوفاكو ليحل محل جوزيف مازورا في 18 أبريل 2010. بعد أن خسر أول ثلاث مباريات في بطولة دوري الدرجة الأولى في موسم 2012-13 أعفى سوكوب من مهمته. لم يبقى سوكوب بعيدا عن التدريب عندما تولى تدريب دينامو تشيسكي بوديوفيتسه في سبتمبر 2012 بعد فصل فرانتيسيك سيبرو. لم يدوم طويلا فقد تمت إقالته في استراحة الشتاء لموسم 2012-13 بعد خسارة مباراة ودية 6-1 من ملادا بوليسلاف في فبراير 2013. في 13 مايو 2014 تم تعيينه مدربا لمنتخب اليمن. في 2 يونيو 2015 تم تعيين سوكوب مدربا لفريق اتحاد كلباء الإماراتي. في نهاية موسيم 2015-16 قاده إلى احتلال المركز الثاني وبالتالي الصعود إلى دوري المحترفين.
في 27 يوليو 2016 تم تعيين سوكوب مدربا جديدا لمنتخب البحرين. في مباراته الرسمية الأولى قاد البحرين للفوز على منتخب تايبيه الصينية 5-0 في سبتمبر 2016 ولكنه في الشهر التالي خسر من تايبيه الصينية 1-2. في نوفمبر بعد تحقيقه الفوز على سنغافورة 3-0 تأهل رسميا إلى نهائيات كأس آسيا 2019 في الإمارات. قاد سوكوب البحرين في بطولة كأس الخليج العربي 23 التي أقيمت في الكويت. أوقعته القرعة في المجموعة الثانية حيث تعادل مع العراق 1-1 ثم فاز على اليمن 1-0 ثم تعادل مع قطر 1-1 ليحتل المركز الثاني في المجموعة. في الدور النصف النهائي خسر من عمان 0-1 ليخرج من البطولة.